# Яккабаг
Яккабаг (узб. Yakkabogʻ / Яккабоғ) — город, административный центр Яккабагского района Кашкадарьинской области Узбекистана.

## История
В 1950-х годах начали прокладывать новую ветку железной дороги, а возникшее около станции поселение назвали «Станция Яккабаг» по названию неподалёку расположенного кишлака.
В 1954 году посёлок при станции Яккабаг получил статус поселка городского типа и официальное название Станция Яккабаг.
В 1978 году был преобразован в город, а из названия изъяли слово «станция» Яккабаг. Название города Яккабаг в переводе с Узбекского означает «Одинокий сад».

## Этимология
Название города составлено из слов «якка» и «боғ». Слово «якка» используется как синоним слов «одинокий» и «одинокий». Слово «боғ» — исконно согдийское слово, перешедшее в этот язык из древнетюркского языка. Первоначально слово «боғ» употреблялось только в смысле виноградника, но позже его стали использовать и в смысле участка, где было посажено множество фруктовых деревьев.
«Яккабаг» подразумевает территорию, где нет густых лесов и зарослей, а есть территория, окруженная стенами.

## География
Яккабаг — административный центр Кашкадарьинской области (Карши), расположен в 95 км к востоку от ближайшей железнодорожной станции и находится в восточной части Кашкадарьинской области, в долине реки Кызылдарья.
В городе расположена одноимённая железнодорожная станция (на линии Гузар — Китаб) и аэропорт. Юго-восточнее проходит автодорога М39 (Гузар — Самарканд).
Ближайшими городами к городу Яккабог являются: Чиракчи (10 км), Шахрисабз (15 км), Эски-Яккабаг (16 км), Китаб (22 км), Камаши (26 км), Мираки (38 км), Гузар (54 км), Ургут (67 км), Карашина (71 км), Гюлабад (71 км), Самарканд (76 км), Тайлак (77 км), Нурабад (77 км), Карши (78 км), Чархин (80 км), Джума (81 км), Джамбай (87 км), Акалтын (89 км), Янги-Нишан (93 км), Байсун (96 км).

## Климат
Климат города Яккабог континентальный. Средняя температура января составляет −1 °C, а самая низкая температура — −25 °C. Средняя температура июля 28,5 °C, самая высокая температура 44 °C. Среднегодовая температура 15 °C.

## Промышленность
В городе размещены предприятия лёгкой промышленности. Основу промышленности города составляют отрасли сельского хозяйства, такие как хлопководство и животноводство. Не менее важна переработка сельскохозяйственной продукции.
В городе Яккабог расположены хлопкоочистительные, кирпичные заводы, МТП, текстильное предприятие, строительные организации, предприятия торговли, культуры и бытового обслуживания, а также совместное узбекско-германское предприятие «Yakkabogʻteks».

## Социальная сфера
Среди социальных и культурных объектов города выделяются общеобразовательная школа № 105, детская музыкальная и спортивная школы, 2 школы-интерната, 9 профессиональных колледжей, 3 библиотеки, городской дом культуры, клубные помещения, парк культуры и отдыха, стадион. Обслуживают население 2 больницы, центральная и стоматологическая поликлиники, родильный дом, аптеки, хлопкоочистительный завод. Налажено автобусное сообщение между городом Яккабог и соседними районными центрами и городом Карши.

## Население
| 1959 | 1970 | 1979   | 1989   | 2005   |
| ---- | ---- | ------ | ------ | ------ |
| 3581 | 7130 | 11 998 | 17 402 | 22 800 |

Город Яккабаг занимает 82 место по численности населения в Узбекистане и 7 место в регионе (Кашкадарьинская область). Абсолютное большинство населения составляют- узбеки. В этом районе проживают и представители других национальностей.